# Myung Rye-hyun
Myung Rye-hyun (* 14. April 1926) ist ein ehemaliger nordkoreanischer Fußballspieler und -trainer. 

## Karriere
Mit 17 Jahren stand Myung bereits im Kader der ersten Mannschaft von Moranbong, dem stärksten und traditionsreichsten Verein Nordkoreas. Als 22-Jähriger war der Stürmer 1948 im Aufgebot der gesamtkoreanischen Olympiamannschaft. 
Nachdem er im Koreakrieg eine schwere Beinverletzung erlitt, wechselte Myung auf die Trainerbank. Nach Lehrjahren in Moskau, Prag, Budapest und Ostberlin wurde er 1960 Trainer der nordkoreanischen Nationalmannschaft. Unter seiner Leitung bereitete er seine Mannschaft 18 Monate lang intensiv auf die Fußball-Weltmeisterschaft 1966 vor, der komplette Kader bestand damals aus Spielern, die dem Militär angehörten. Mit dieser Mannschaft gelang Myung eine der größten Sensationen der WM-Geschichte, als seine Mannschaft Italien in der Vorrunde mit 1:0 schlug und dadurch das Viertelfinale erreichen konnte. Dort unterlag Nordkorea Portugal 3:5, nachdem man schon mit 3:0 nach 22 Minuten geführt hatte.